# Václav Pilař
Václav Pilař, född 13 oktober 1988 i Chlumec nad Cidlinou, är en tjeckisk fotbollsspelare som sedan 2014 spelar för den tjeckiska klubben FC Viktoria Plzeň och Tjeckiens fotbollslandslag.